# Marino Klinger
Marino Klinger Salazar (ur. 7 lutego 1936 w Buenaventurze, zm. 19 maja 1975 w Cali) – piłkarz kolumbijski grający podczas kariery na pozycji napastnika.

## Kariera klubowa
Karierę piłkarską Marino Klinger rozpoczął w stołecznym Millonarios w 1957. Z Millonarios pięciokrotnie zdobył mistrzostwo Kolumbii w 1959, 1961, 1962, 1963 i 1964 oraz Puchar Kolumbii w 1963. W 1967 roku przeszedł do Independiente Medellín, by w następnym roku zakończyć piłkarską karierę. Ogółem w latach 1957-1968 rozegrał w lidze kolumbijskiej 252 spotkań, w których zdobył 99 bramek.
Marino Klinger zginął w wypadku w 1975.

## Kariera reprezentacyjna
W reprezentacji Kolumbii Klinger zadebiutował 1 kwietnia 1962 w przegranym 0-1 towarzyskim spotkaniu z Meksykiem. 
W tym samym roku został powołany przez selekcjonera Adolfo Pedernerę do kadry na Mistrzostwa Świata w Chile. Na Mundialu Klinger wystąpił we wszystkich trzech meczach z Urugwajem, ZSRR (bramka Klingera na 4-4 w 86 min.) oraz Jugosławią. 
Ostatni raz w reprezentacji Klinger wystąpił 16 października 1968 w przegranym 0-1 towarzyskim spotkaniu z Meksykiem. Od 1962 do 1968 roku rozegrał w kadrze narodowej 7 spotkań, w których zdobył 2 bramki.